# Giáo hoàng Lêô II
Lêôn II (Tiếng Latinh: Leo II) là vị Giáo hoàng thứ 80 của Giáo hội Công giáo. Ông đã được giáo hội suy tôn là thánh sau khi qua đời. Theo niên giám tòa thánh năm 1806 thì ông đắc cử Giáo hoàng vào năm 681 và ở ngôi Giáo hoàng trong 10 tháng 17 ngày. Niên giám tòa thánh năm 2003 xác định triều đại của ông bắt đầu từ ngày 17 tháng 8 năm 682 và kết thúc vào ngày 3 tháng 7 năm 683.
Giáo hoàng Lêôn II sinh tại Sicilia, Ý. Ông cử hành các lễ nghi thánh hết sức trang trọng để giúp các tín hữu càng cảm nhận được sự cao cả uy linh của Thiên Chúa.Ông khởi xướng việc rảy nước thánh trên giáo dân trong các lễ nghi tôn giáo. Sau công đồng chung VI (công đồng Constantinôpôli)ông cũng là vị Giáo hoàng đã lên án Giáo hoàng Hônôriô I là "Kẻ theo tà giáo."
Lêôn II yêu cầu Hoàng Đế Constantine IV ban hành sắc lệnh thiết lập trình tự lễ phong chức Giám mục Ravenna phải được tổ chức tại Rôma và chỉ sau khi có chứng thư đệ trình lên Đức Giáo hoàng. Ông đưa Nước Thánh vào dùng trong lễ nghi Kitô giáo.